# Vladimír Stříbrný
Vladimír Stříbrný (* 12. ledna 1969) je český regionální politik, v letech 2012 až 2024 zastupitel Libereckého kraje a od roku 2002 starosta obce Heřmanice na Frýdlantsku, člen hnutí SLK.

## Život
Od roku 1982 je členem lokálního Sboru dobrovolných hašičů, kteří dali jméno i místní kandidátce do zastupitelstva (SDH Heřmanice) . Vzhledem k poloze obce (na česko-polské hranici) se také angažuje v řešení sporu s polskou stranou ohledně dolu Turów.
Jako nezávislý kandidát na kandidátce SDH Heřmanice poprvé úspěšně kandidoval do zastupitelstva Heřmanic v roce 2002, po volbách se s stal i starostou obce a svůj mandát zastupitele i starosty obhajoval i v následujících volbách (2006 - 2022). V letech 2006, 2010, 2013 a 2017 kandidoval také ve volbách do Poslanecké sněmovny, avšak neúspěšně. Od roku 2008 je členem Starostů pro Liberecký kraj.
Od roku 2012 je Vladimír Stříbrný taktéž zastupitelem Libereckého kraje za SLK a tento mandát obhájil i v krajských volbách 2016 a 2020. V krajských volbách v roce 2024 obhajoval z pozice člena hnutí SLK post zastupitele Libereckého kraje z 22. místa kandidátky. Tentokrát však zvolen nebyl, stal se ale druhým náhradníkem.
Je ženatý, má 3 děti a 4 vnoučata.